# Fenerbahçe Spor Kulübü
Il Fenerbahçe Spor Kulübü, meglio noto come Fenerbahçe SK, è una società polisportiva turca con sede a Istanbul. Fondata nel 1907, ha 9 sezioni che gestiscono le varie discipline.
La società è una delle più antiche e di successo in Turchia, avendo conquistato titoli a livello nazionale ed europeo nel calcio, nella pallacanestro, nella pallavolo e nel tennistavolo. Inoltre, la sezione di pallavolo femminile ha anche vinto un campionato mondiale per club.

## Storia
La società venne fondata nel 1907 a Istanbul nel quartiere di Fenerbahçe nel distretto di Kadıköy da un gruppo di giovani, composto da Ziya Songülen, Ayetullah Bey e Necip Okaner. La società venne creata segretamente per evitare problemi con le rigide regole dell'impero ottomano. Una di queste, voluta dal sultano Abdul Hamid II, proibiva ai giovani turchi il gioco del calcio. Ziya Songülen divenne il primo presidente della società. Il simbolo era un faro, mentre i colori sociali erano il bianco e il giallo, colori sociali che vennero cambiati in giallo e blu navy nel 1910, quando venne definito anche il logo.
Una legge del 1908 stabilì che tutte le società sportive si sarebbero dovute registrare per poter continuare l'attività in modo legale. Il Fenerbahçe SK iscrisse una propria squadra al campionato di calcio di Istanbul nel 1909.

## Sezioni

### Calcio
La sezione calcistica è stata istituita con la fondazione della società nel 1907 ed è una delle più titolate nel campionato turco. La società gestisce anche il settore giovanile.

### Pallacanestro
La sezione di pallacanestro venne istituita inizialmente nel 1913, per poi essere riattivata definitivamente nel 1944. Nel 1954 venne attivata la sezione femminile. Sia a livello femminile sia a livello maschile, la società si è affermata divenendo una delle più titolate a livello nazionale. In particolare, la sezione maschile ha vinto un'Eurolega nella stagione 2016-2017, primo club turco a riuscire nell'impresa.

### Pallavolo
La sezione di pallavolo venne attivata nel 1927 a livello maschile. La sezione femminile venne inizialmente istituita nel 1928 da Sabiha Gürayman, ma venne chiusa nello stesso anno, per poi essere riattivata nel 1954. Sia a livello femminile sia a livello maschile, la società si è affermata divenendo una delle più titolate a livello nazionale ed europeo. La sezione femminile ha vinto la massima competizione continentale, ed è anche l'unica di tutta la società polisportiva ad aver vinto un campionato mondiale per club.

### Altre sezioni
- Atletica leggera
- Canottaggio
- Nuoto
- Pugilato
- Tennistavolo
- vela